# Camponotus robustus
Camponotus robustus é uma espécie de inseto do gênero Camponotus, pertencente à família Formicidae.